# Esticopòdids
Els esticopòdids (Stichopodidae) són una família d'equinoderms holoturoïdeus de l'ordre Synallactida, a la qual pertany, entre d'altres, l'espardenya de mar, una espècie freqüent al litoral dels Països Catalans.

## Característiques
Els membres d'aquesta família són majoritàriament holotúries de mida gran o mitjana amb una secció quadrada, una superfície ventral plana i grans projeccions còniques. La boca està envoltada de 20 tentacles peltats. Generalment es troben en substrats tous.

## Gèneres
La família Stichopodidae inclou 34 espècies en nou gèneres:
- Apostichopus Liao, 1980
- Astichopus Clark, 1922
- Australostichopus Levin, 2004
- Eostichopus Cutress & Miller, 1982
- Isostichopus Deichmann, 1958
- Neostichopus Deichmann, 1948
- Parastichopus Clark, 1922
- Stichopus Brandt, 1835
- Thelenota Brandt, 1835